# Flaga Antyli Holenderskich

Flaga z lat 1959-1986

## Wygląd i symbolika
Flaga Antyli Holenderskich była białym prostokątem, na który został nałożony centralnie czerwony pionowy pas, a na niego z kolei niebieski poziomy pas. Na środku niebieskiego pasa znajdowało się pięć białych, pięcioramiennych gwiazd, z których każda oznaczała jedną z pięciu wysp terytorium: Bonaire, Curaçao, Saba, Sint Eustatius i Sint Maarten.
Wcześniej na fladze znajdowało się sześć gwiazd, ale w 1986 wyspa Aruba, którą reprezentowała szósta gwiazda, wystąpiła ze wspólnoty Antyli Holenderskich. Flaga z pięcioma gwiazdami obowiązywała do 2010 roku kiedy to Antyle Holenderskie rozpadły się.